# Ellon (Szkocja)
Ellon (gael. Eilean) – miasto w północno-wschodniej Szkocji, w hrabstwie Aberdeenshire, położone nad rzeką Ythan, 8 km na zachód od wybrzeża Morza Północnego, około 25 km na północ od Aberdeen. W 2011 roku liczyło 10 268 mieszkańców.
Miasto położone jest w ważnym strategicznie miejscu, nad brodem na rzece Ythan najbliższym jej ujścia. Najstarsze ślady osadnictwa w tym miejscu pochodzą z IV wieku p.n.e. W średniowieczu Ellon było ośrodkiem administracyjnym prowincji Buchan. W latach 70. XX wieku miasto rozwinęło się jako zaplecze mieszkalno-usługowe dla zatrudnionych w szkockim przemyśle naftowym.
Do lokalnych zabytków należą kamienny most łukowy z 1791 roku oraz ruiny zamków Ellon Castle (w centrum) oraz Esslemont Castle (na południowy zachód od miasta).
W latach 1861–1969 w Ellon znajdowała się stacja kolejowa na zlikwidowanej obecnie linii z Aberdeen do Peterhead i Fraserburgha, przez pewien czas będąca stacją węzłową z odgałęzieniem do Boddam.